# Gonielmis dietrichi
Gonielmis dietrichi is een keversoort uit de familie beekkevers (Elmidae). De wetenschappelijke naam van de soort werd in 1933 gepubliceerd door Anthony Musgrave.